# FaceTime
Facetime és una aplicació de videoconferència desenvolupada per Apple disponible a iPhone, iPad, Mac i iPod touch. Aquest sistema funciona generalment amb un identificador Apple.
Va ser anunciat el 7 de juny de 2010 per a iPhone, l'1 de setembre de 2010 per al iPod touch de 4ª generació, el 20 de novembre per a Mac, el 2 de març va ser anunciat per al iPad 2, el 14 d'octubre del 2011 va ser anunciat per al iPhone 4s i el 19 de març de 2012 va ser anunciat per al nou iPad.
FaceTime opera amb xarxes Wi-Fi, cel·lulars 3G i 4G, i permet transmetre el video tant amb la càmera frontal com la posterior del iPhone, iPod touch o el iPad i la càmera FaceTime dels Mac.
El protocol de comunicació va ser anunciat com un estàndard obert, d'aquesta manera altres empreses també el poden utilitzar.

## Implementació
Actualment, FaceTime funciona mitjançant connexions Wi-Fi i cel·lulars; i els usuaris únicament poden comunicarse oficialment disposant d'un dispositiu iOS amb càmera FaceTime o Mac amb càmera iSight entre ells.
FaceTime està integrat als dispositus amb una app del mateix nom. Quan s'està realitzant una trucada, cal prémer el botó FaceTime per passar a la videoconferència. El botó FaceTime, una icona que representa una càmera de vídeo, ocupa el lloc que en les anteriors versions de l'iPhone tenia el botó per deixar la trucada en pausa, com Apple no estava disposada a afegir-se un lloc més, ens insta a fer servir el botó de silenci, encara que deixant premut poc més d'un segon aquest, s'activarà la funció de pausa. També és possible fer una trucada FaceTime en l'aplicació Contactes.